# The Serpent Rogue
The Serpent Rogue (англ. Зміїний Відступник) — відеогра жанру roguelike 2022 року, розроблена незалежною українською компанією Sengi Games та видана компанією Team17. Вона вийшла 26 квітня 2022 року для Microsoft Windows, PlayStation 5, Xbox Series X/S та Nintendo Switch. Вона примітна тим, що була завершена українською студією під час російського вторгнення в Україну у 2022 році. Гра отримала змішані відгуки від критиків, які хвалили естетику гри та систему майстрування, але критикували бої та відсутність режисури в грі.

## Ігровий процес
У фентезійному світі, герой у масці середньовічного лікаря проводить дослідження, збирає різні інгредієнти для зілля, вивчає мистецтво алхімії та приборкує диких істот.

## Сюжет
Гра розповідає про Хранителя, чумного лікаря та члена Хранителів, елітної групи алхіміків, які зберігають рівновагу у світі та борються зі скверною, злом, що може поглинути всіх живих істот.

## Розробка
Відеогру The Serpent Rogue розробляла рівненська студія Sengi Games. Попри початок повномасштабного вторгнення Росії в Україну, розробники пообіцяли випустити гру як планувалось — 26 квітня 2022 року. Проєкт вийшов через видавця Team17 на платформах Microsoft Windows, Xbox Series X/S, PlayStation 5 та Nintendo Switch.

## Огляди
| Агрегатор  | Оцінка |
| ---------- | ------ |
| Metacritic | 72/100 |

| Видання   | Оцінка |
| --------- | ------ |
| Eurogamer | 6/10   |

The Serpent Rogue отримала загальну оцінку 72/100 балів за версію для Microsoft Windows, що означає «змішані або середні відгуки».
The Games Machine оцінив гру в 7,2/10 балів, назвавши її «чудовою забавкою», коли вона проходить без проблем, але вкрай розчаровує, якщо гравець не може знайти спільний інгредієнт. Вони назвали її нудною для гравців, що незацікавлені в крафтингу.
Eurogamer Italia оцінив гру на 6/10 балів, назвавши її незавершеною роботою недосвідченої студії. Вони посилалися на «дурнуваті» дизайнерські рішення, такі як неможливість перерізати мотузку мечем чи сокирою, а лише шматком скла, та система міцності, яка настільки карає, що краще втекти від ворога, ніж намагатися відбивати його удари. Вони похвалили ідеї та складність гри, але розкритикували той факт, що жодне з них не було належним чином розроблено.
Джон Кантес з GamingBolt також оцінив гру на 6/10 балів, назвавши естетику гри стриманою і цікавою, а її гачки — захопливими, але тільки якщо гравець зацікавлений у тому, щоб дізнатися, як все працює з нуля. Він розкритикував бої, крафтинг та історію, назвавши їх нудними елементами гри.